# Hauptfriedhof (Eisenach)

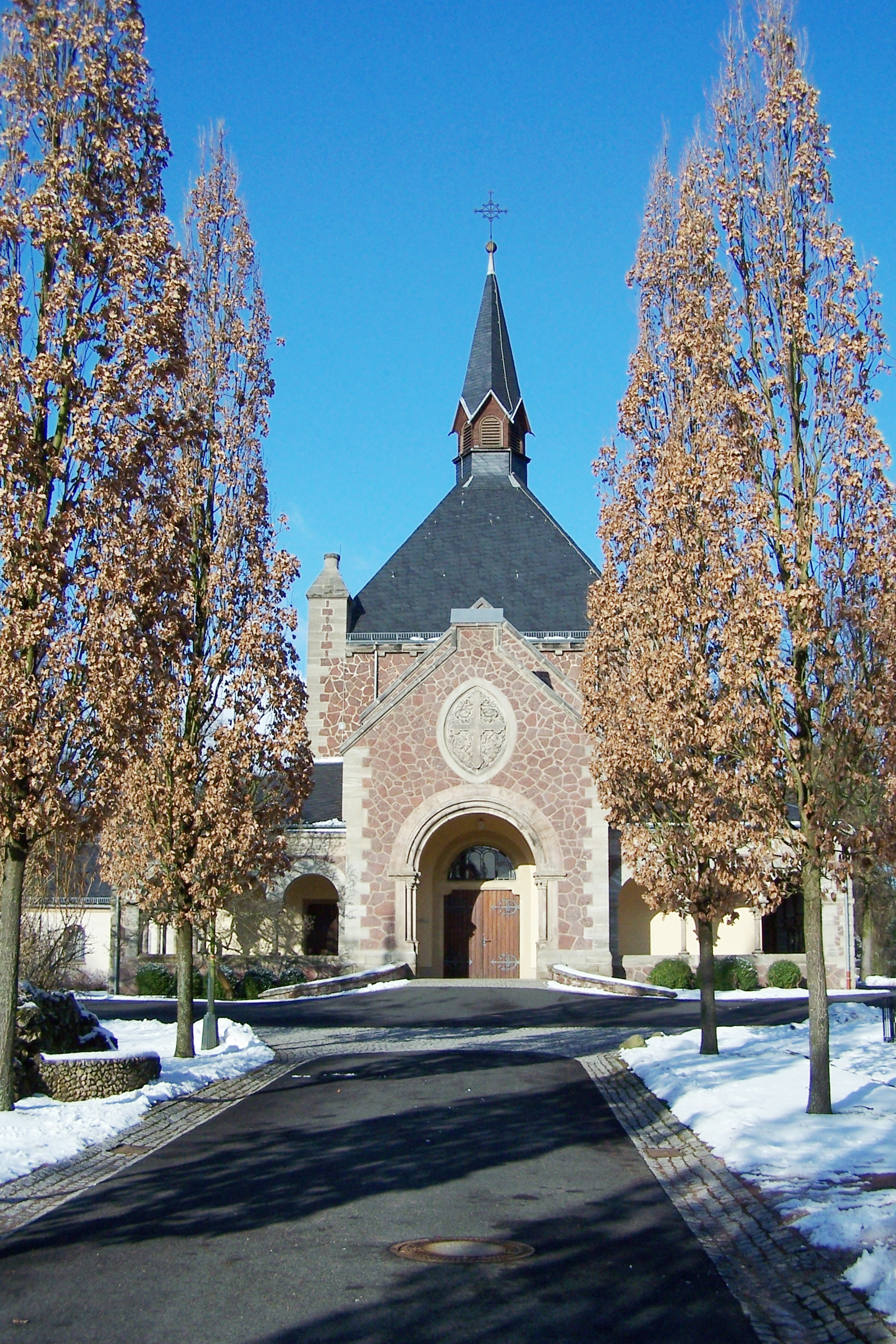
Friedhofskapelle

Der Hauptfriedhof, auch Zentralfriedhof ist der städtische Friedhof in der Kernstadt von Eisenach in Thüringen. Der Friedhof mit einer Fläche von 118.119 m² liegt im Norden des Stadtgebiets am Südhang des Wartenberges. Die Friedhofskapelle und große Teile der historischen Grabstätten stehen unter Denkmalschutz.

## Anlage
Der Friedhof ist als Waldfriedhof achsensymmetrisch angelegt worden. Die Wege wurden nach rationalen Grundsätzen geometrisch angelegt.
Mittig befindet sich die 1898 von Baurat Otto March entworfene Begräbniskapelle mit verbundenem Krematorium. Ursprünglich dienten die um den Kapellenraum angeordneten Räume als Leichenzellen und waren sowohl an ein Sezierzimmer als auch an die Wohnung des Totengräbers angebunden. Über dem Altar befindet sich eine Sängerempore. Ausgeführt wurde der Bau in Rustenfelder Sandstein.
Ein Teil des Friedhofs dient als jüdischer Friedhof. Fünf Grabanlagen erinnern an Opfer von Kriegen und Gewaltherrschaft, unter anderem an 321 Opfer der Luftangriffe auf Eisenach.

## Geschichte

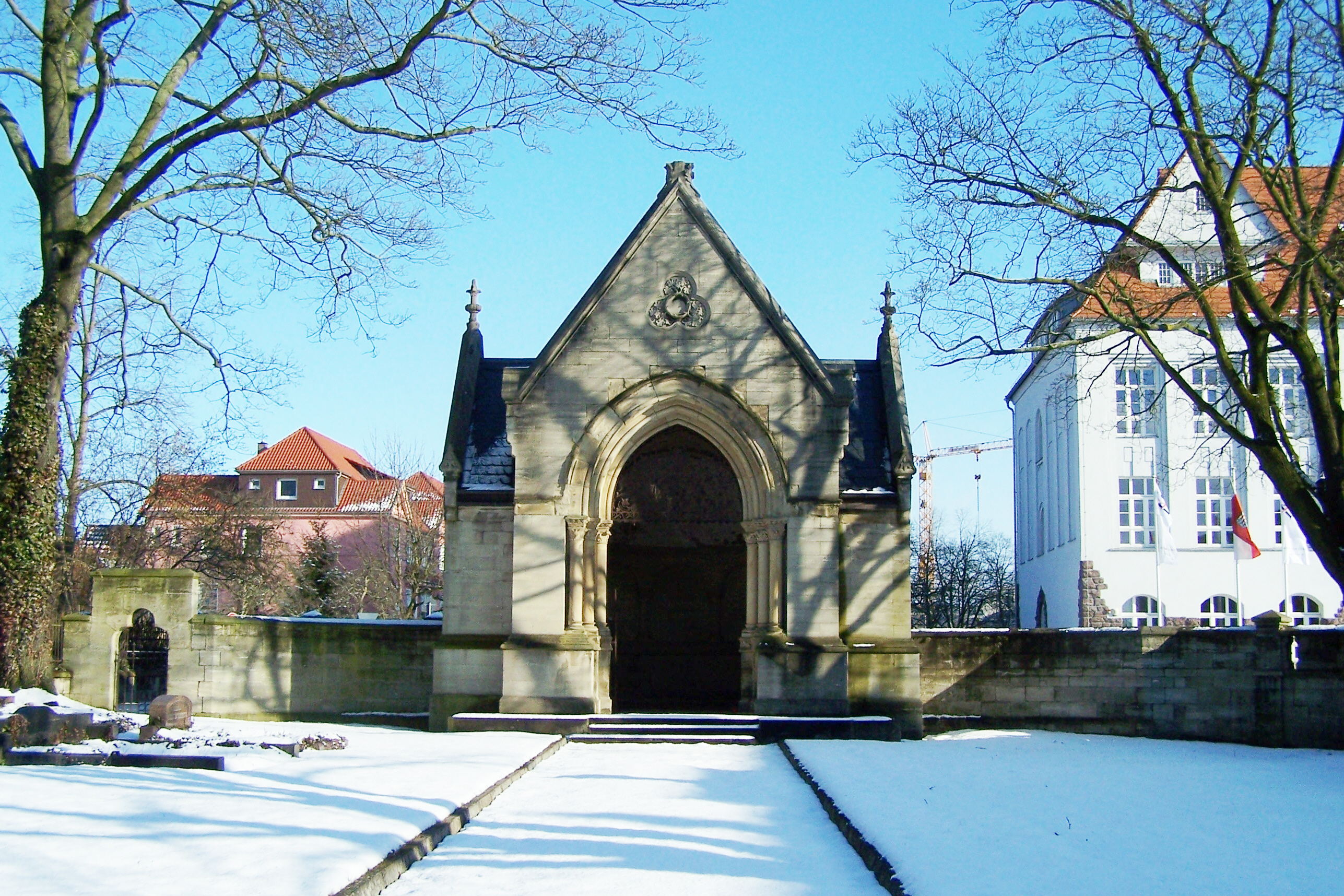
Hauptfriedhof mit Privatkapelle und Erbbegräbnis von Eichel-Streiber

Als Ersatz für den Alten Friedhof, der im 16. Jahrhundert im Süden der Eisenacher Altstadt angelegt worden war und dessen Kapazität mit dem Wachsen der Stadt im 19. Jahrhundert erschöpft war, wurde der neue Eisenacher Hauptfriedhof am 19. Juni 1868 eingeweiht.
Otto Sckell gestaltete ihn 1896 nach gartenbau-künstlerischen Gesichtspunkten neu. Die historischen Grabmale und die Kapelle mit dem Erbbegräbnis der Familie Eichel-Streiber wurden 1993 unter Denkmalschutz gestellt.

## Jüdischer Friedhof

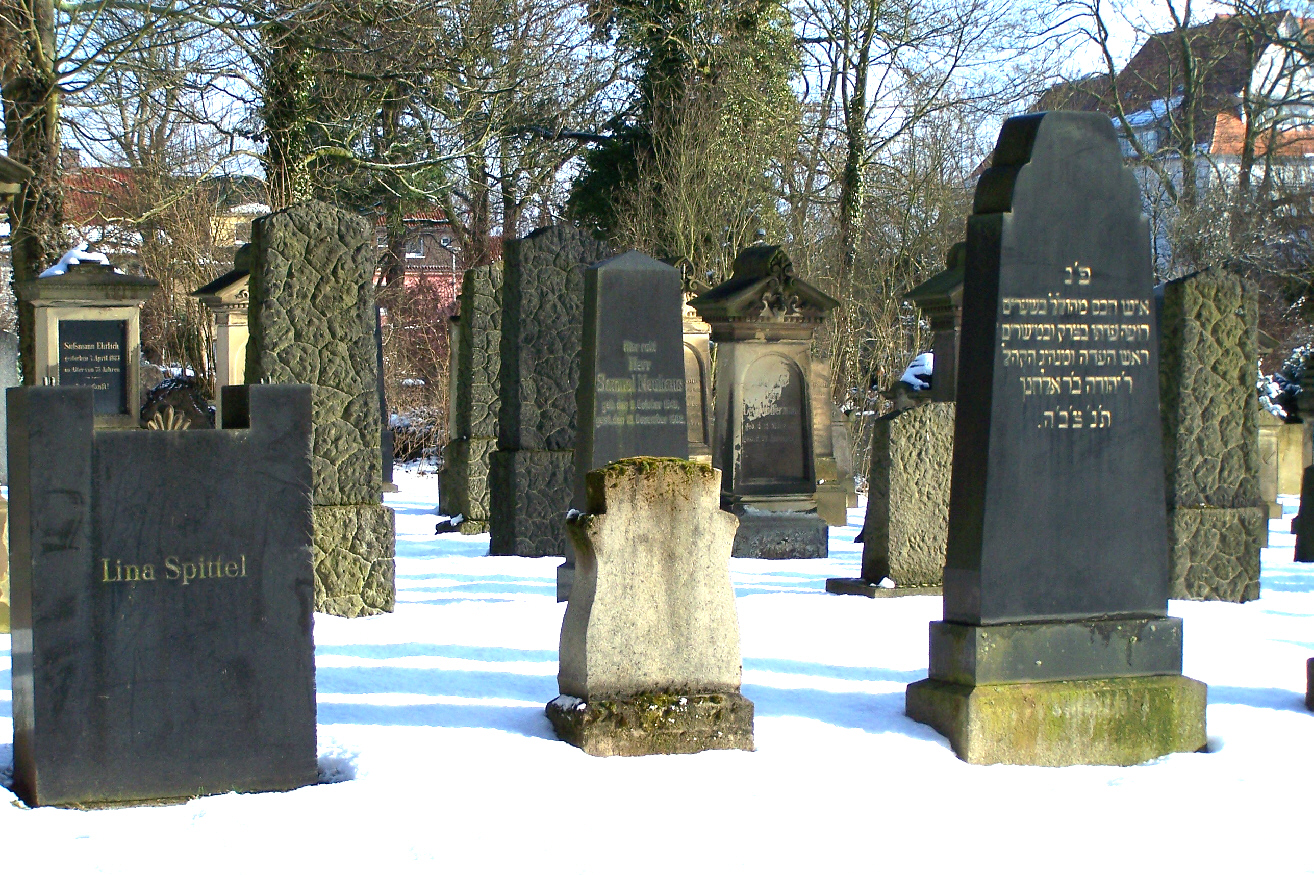
Jüdische Gräber auf dem Friedhof

Mit Inbetriebnahme des neuen Friedhofs wurde es 1867 der jüdischen Gemeinde der Stadt erlaubt, auf dem Gelände des neuen städtischen Friedhofs einen jüdischen Friedhofsteil anzulegen. Die erste Beisetzung war am 31. März 1868; bis 1916 entstanden fünf Gräberreihen. Die jüdische Gemeinde hatte sich seit 1854 um einen jüdischen Friedhof in der Stadt bemüht und setzte bis 1867 ihre Verstorbenen auf dem jüdischen Friedhof im nahe gelegenen Herleshausen bei.
In der Zeit des Ersten Weltkrieges wurde ein neuer jüdischer Friedhofsteil angelegt. Dieser wurde von 1916 bis 1940 und wiederum ab 1945 belegt, er umfasst zehn Grabreihen mit über achtzig Grabsteinen und Denkmälern.

## Persönlichkeiten

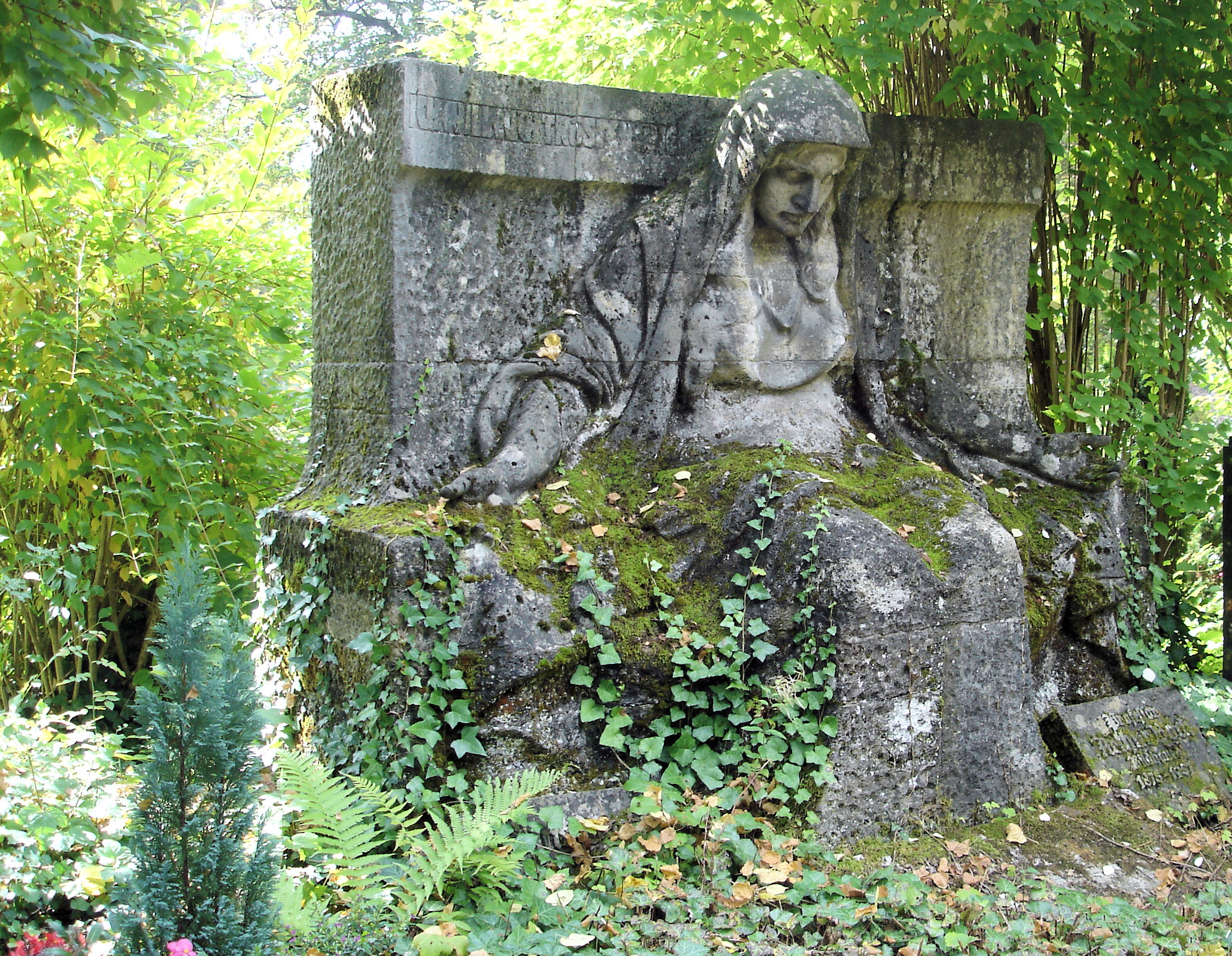
Ehrengrab der Gebrüder Bock

Bekannten Persönlichkeiten, die in Eisenach gewirkt haben, wurden Ehrengräber gewidmet, unter anderem:
- Arthur Bock, Bildhauer
- Hanns Bock, Maler
- Walter Flex, Schriftsteller; symbolisches Grabmal[3]
- Gerhard Hasse, Arzt und Kommunalpolitiker
- Fritz Janson, Eisenacher Kommunalpolitiker und Bürgermeister
- Bobby Kohlrausch, Eisenacher Rennfahrer
- Philipp Kühner, Verleger
- Günther Laufer, Kunstschmied und Hochschullehrer
- Moritz Mitzenheim, Thüringer Landesbischof
- Fritz Reuter, Dichter
- Wilhelm Rinkens, Komponist
- Paul Friedrich Schröder, Journalist und Schriftsteller
- Familie von Eichel-Streiber, Unternehmerfamilie und Gönner der Stadt